# Nalanda Gedige
Nalanda Gedige (en singhalais : නාලන්දා ගෙඩිගේ; nālandā geḍigē, en tamoul : நாலந்த கெடிகே; nālanda keḍigē) est un temple hindou en pierre, d’architecture dravidienne construit entre les VIIIe et Xe siècles. Il a été ensuite utilisé par les bouddhistes.
C'est un des sites archéologiques remarquables au Sri Lanka, car c’est un exemple unique d'architectures différentes judicieusement mélangées pour former un édifice délicieusement homogène.
Il est situé 1 km à l'est de la route A9 qui vient de Kandy, à 20 km au nord d’Aluvihare. 

## Description

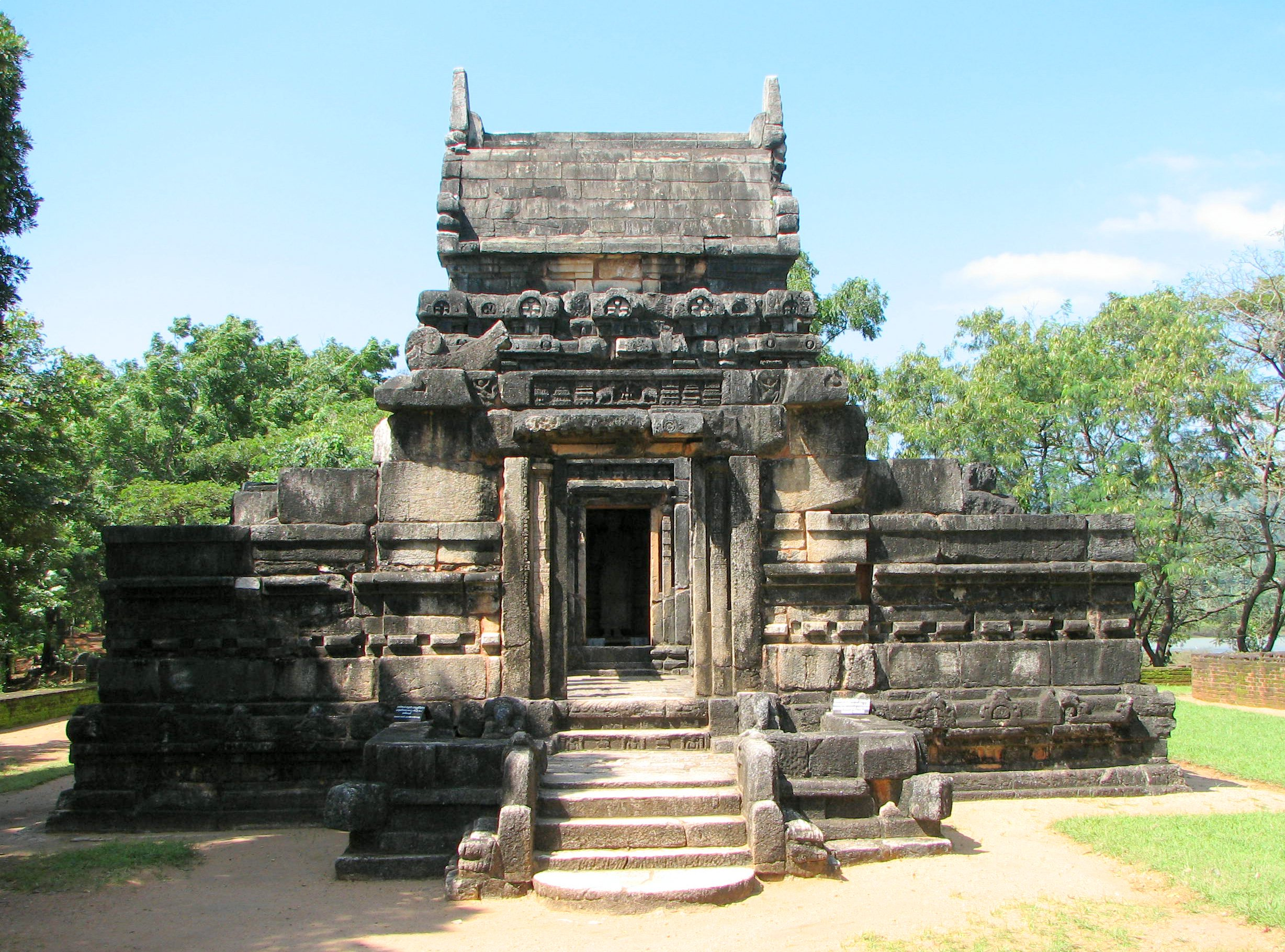
Le vestibule

Comme beaucoup de temples hindous, Nalanda présente un mandapa, un vestibule et un ambulatoire. La façade est richement décorée (elle a été restaurée en 1975), dans le style du sud de l’Inde du VIIIe au XIe siècle, sans que ses décorations puissent être plus précisément datées.
Nalanda Gedige est un hybride curieux d'architectures bouddhiste et hindoue. 
Certains des éléments sont distinctement hindous, comme le mandapa ou le vestibule. 
On n’y trouve pourtant pas de représentation de dieux hindous, mais seulement (comme à Khajurâho en Inde) quelques figures érotiques, toutefois très érodées. 
Par contre, les façades richement décorées sont dans le style qui a fleuri à Madras en Inde du sud au VIIe siècle, alors qu’une niche semi-circulaire contient une représentation de Kubera (dieu des richesses), figure typique du Sri Lanka.

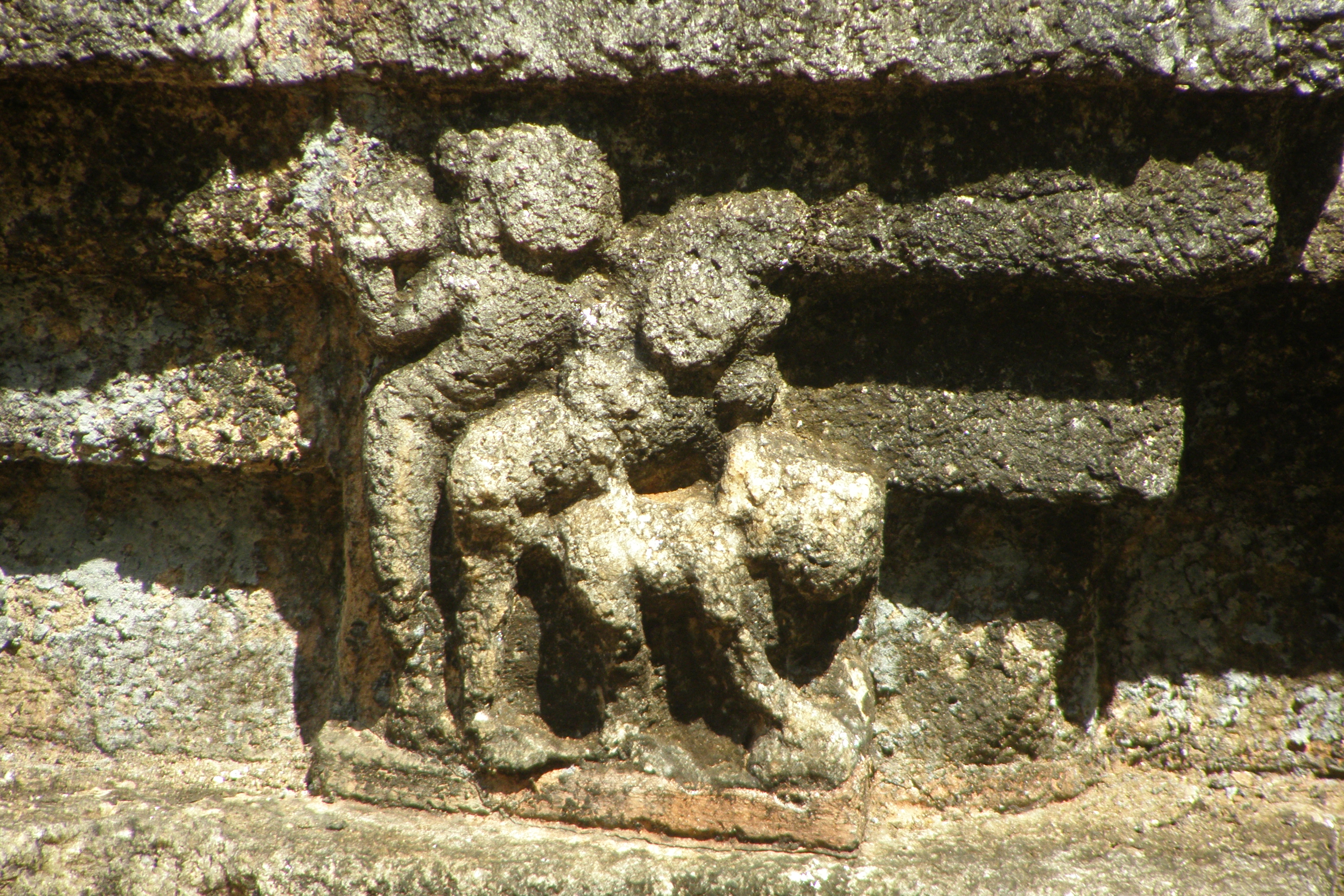
Scène érotique (maithuna)

## Histoire
Les évaluations sur la date de construction varient du VIIIe au Xe siècle, à une période de grands troubles dans l'île, des rois originaires d’Inde du sud cherchant à s’établir dans le pays en profitant du déclin de la monarchie cingalaise.
Il est donc possible que Nalanda Gedige soit une tentative hardie de fusion des cultures tamoule et cingalaise.
L'histoire de Nalanda Gedige comme site archéologique a commencé en 1893. En 1911 et 1912 quelques travaux de défrichages de la jungle, de dégagement et de reconstruction des monuments ont été engagés.
Mais, c’est beaucoup plus tard, dans les années 1980, quand le lieu saint a été menacé par les eaux du réservoir Bowathna nouvellement créé, que la décision a été prise de démonter le temple et de le reconstruire sur la hauteur. 
Il se trouve désormais à proximité du réservoir et on y accède par une chaussée bordée de fleurs et de vestiges archéologiques dans un décor magnifique de collines boisées.

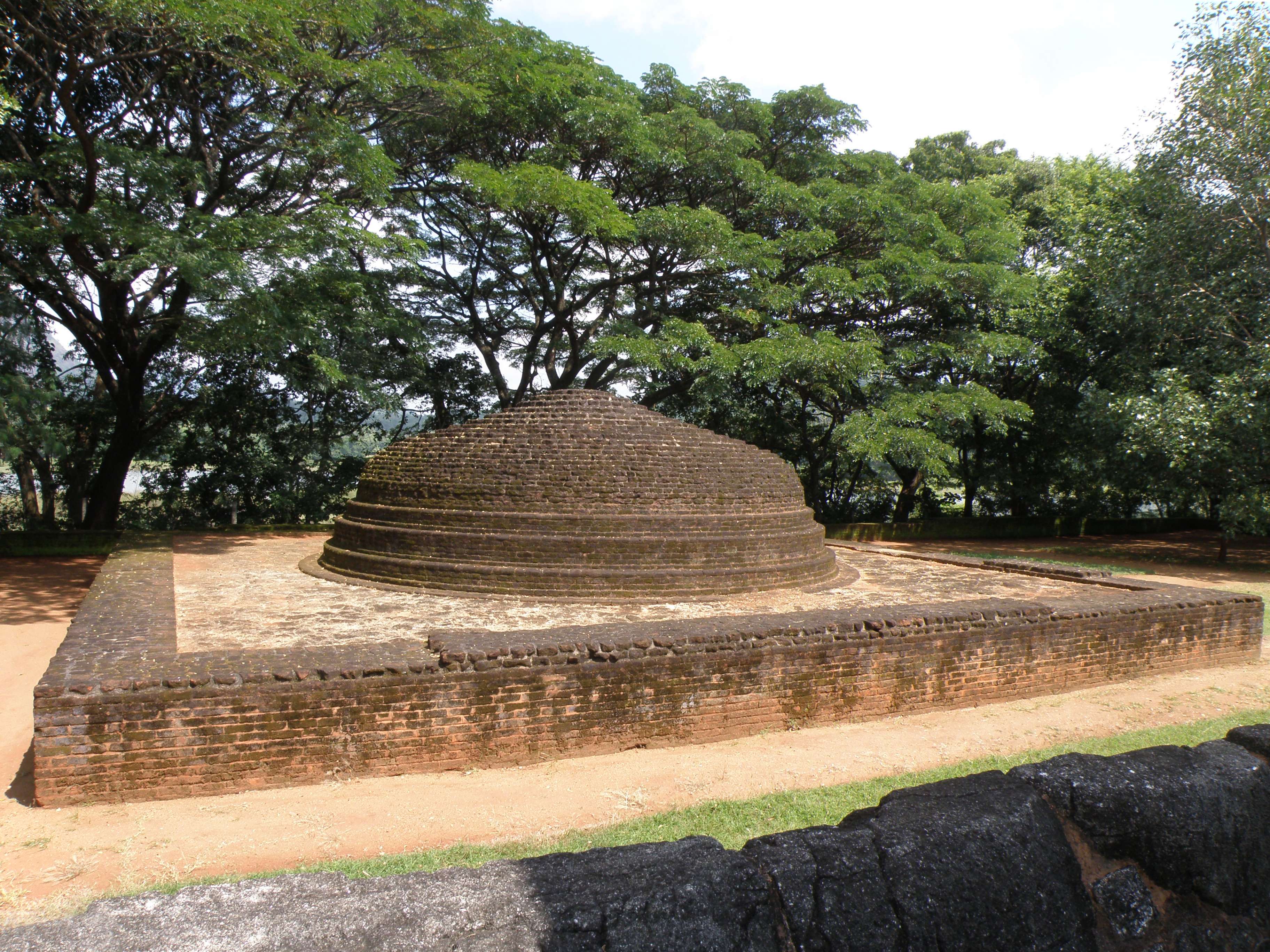
Le stupa de briques